# 2,4-二羟基-6-甲基苯甲醛
2,4-二羟基-6-甲基苯甲醛也称为苔色醛（英語：Orsellinaldehyde）是一种有机化合物，化学式为C8H8O3，它是一些真菌的天然产物，如灰樹花、Aspergillus cleistominutus、小巢狀麴菌和田头菇等。
它可由苔黑酚和氰化锌在氯化氢下进行加特曼反应，再经水解得到。